# Lillången, Småland
Lillången är en sjö i Alvesta kommun i Småland och ingår i Helge ås huvudavrinningsområde. Sjön har en area på 0,151 kvadratkilometer och ligger 173,5 meter över havet.

## Delavrinningsområde
Lillången ingår i det delavrinningsområde (627674-141943) som SMHI kallar för Utloppet av Övden. Medelhöjden är 180 meter över havet och ytan är 8,77 kvadratkilometer. Det finns inga avrinningsområden uppströms utan avrinningsområdet är högsta punkten. Vattendraget som avvattnar avrinningsområdet har biflödesordning 3, vilket innebär att vattnet flödar genom totalt 3 vattendrag innan det når havet efter 196 kilometer. Avrinningsområdet består mestadels av skog (69 procent). Avrinningsområdet har 1,37 kvadratkilometer vattenytor vilket ger det en sjöprocent på 15,6 procent.